# Tiago Volpi
Tiago Luis Volpi (Blumenau, 19 dicembre 1990) è un calciatore brasiliano, portiere del Grêmio.

## Carriera
Cresciuto nel settore del São José-RS, ha esordito in prima squadra il 30 marzo 2010 disputando l'incontro del Campionato Gaúcho pareggiato 2-2 contro il Canoas.

## Palmarès

### Club

#### Competizioni statali
- Campionato Catarinense: 1

Figueirense: 2014
- Campionato paulista: 1

San Paolo: 2021

#### Competizioni nazionali
- Campionato messicano: 1

Queretaro: 2014-2015
- Supercoppa messicana: 1

Querétaro: 2017